# 溫肯巴赫河
49°57′26″N 10°10′45.5″E / 49.95722°N 10.179306°E
溫肯巴赫河是德國的河流，位於該國東南部，由巴伐利亞負責管轄，屬於美因河的左支流，河道全長27.1公里，流域面積18平方公里，發源自丁戈爾斯豪森以東。